# Российско-сомалилендские отношения
Российско-сомалилендские отношения — двусторонние международные отношения между Россией и Сомалилендом. Страны не имеют официальных дипломатических отношений.

## Сравнительная характеристика
|                  | Россия                           | Сомалиленд                                       |
| ---------------- | -------------------------------- | ------------------------------------------------ |
| Население        | 146 119 928 человек              | 4 171 898 человек                                |
| Площадь          | 17 075 400±1 квадратный километр | 177 000,00 квадратный километр                   |
| Часовой пояс     | UTC+2:00                         | UTC+3:00                                         |
| Столица          | Москва                           | Харгейса                                         |
| Форма правления  | суперпрезидентская республика    | президентская республика                         |
| Официальный язык | русский язык                     | сомалийский язык, арабский язык, английский язык |
| Основная религия | православие                      | ислам                                            |
| Даты основания   | 1991 год                         | 18 мая 1991 года                                 |

## История
Недолго просуществовавшее в 1960 году Государство Сомалиленд получило дипломатическое признание от СССР. Дахир Риял Кахин, бывший президент Сомалиленда, учился в СССР, а Нуур Абдиризак Джама, министр образования и науки, учился в Российской Федерации.
Российская Федерация не признаёт независимость Республики Сомалиленд. Одной из причин является тот факт, что нынешний Сомалиленд представляет собой вид сепаратизма, против которого исторически выступала Россия, как в 1990-х и 2000-х годах, когда она вела две войны, против непризнанной Чеченской Республики Ичкерия. Поэтому российское признание Сомалиленда будет иметь прямые последствия для позиции России в отношении независимости Чечни. Россия также может использовать потенциальное американское признание независимости Сомалиленда как обоснование необходимости независимости ДНР, ЛНР, Южной Осетии и Абхазии.
В 2010 суд Сомалиленда приговорил шестерых российских летчиков  самолета «Ан-24» к тюремному заключению за контрабанду оружия в соседнее полуавтономное государственное образование Пунтленд. Помощник генерального прокурора Адена Ахмеда Дирийе заявил, что российские летчики «нарушили воздушное пространство Сомалиленда, преднамеренно приземлились в аэропорту, а заявление экипажа самолета о вынужденной посадке из-за нехватки топлива является ложью». В итоге суд приговорил летчиков к одному году тюрьмы условно и штрафу в размере 3 млн сомалилендских шиллингов (около 600 долларов) каждого, а также конфисковать всё оружие, находившееся на борту самолета, где были также обнаружены военное снаряжение и мины. Министерство иностранных дел России заявило, что были «приняты необходимые меры по прояснению ситуации и урегулированию инцидента. В результате соответствующих контактов через российские диппредставительства в регионе, а также Посольство Сомалийской Республики в Москве удалось добиться освобождения экипажа».
20 марта 2010 года российская бизнес-делегация прибыла в Сомалиленд для изучения инвестиционных возможностей и укрепления отношений. Сообщалось, что они заинтересованы инвестировать в разведку нефти и другие инфраструктуры. Также российский флот, действующий у побережья Сомали, передал властям Сомалиленда семь подозреваемых пиратов в регионе Санаг.
В 2017 году Харгейсу, столицу Сомалиленда, посетил Юрий Куршаков, заведующий консульским отделом посольства России в Джибути. В ходе визита российского дипломата обсуждались возможности строительства российской военно-морской базы недалеко от города Сайла, отправки российских военных советников для обучения сомалилендской армии, а также инвестиции в размере 250 млрд долларов в нефтегазовую отрасль экономики и получения с неё российской стороной 35% прибыли.
Сомалиленд неоднократно выражал заинтересованность в размещении британской и российской военно-морских баз, которые дополнили бы и без того активное военное присутствие на побережье Красного моря — одного из самых оживленных и стратегически важных морских проходов в мире.
В апреле 2018 года местные СМИ из Сомалиленда сообщили, что Россия запросила «небольшой военно-морской и военно-воздушный объект, вмещающий не более 1500 человек за пределами города Сайла». Военно-морской объект должен обслуживать два корабля класса эсминец, четыре корабля класса фрегат и два больших загона для подводных лодок. Воздушный объект будет включать две взлетно-посадочные полосы и сможет принять «шесть тяжелых самолетов и пятнадцать истребителей, а также места для хранения топлива, боеприпасов и средств обороны базы». Взамен Россия обещает помочь Сомалиленду в «международном признании и готова направить больше военных советников, как тактических, так и стратегических, для оказания помощи формирующимся вооруженным силам Сомалиленда». Однако позже министр иностранных дел Сомалиленда заявил, что это была «абсолютно фейковая новость», добавив, что «когда поступит такое предложение, с ним будут проведены консультации, и мы рассматриваем преимущества такого предложения».
В 2020 году Василий Небензя, постоянный представитель России при ООН, заявил, что российское правительство призывает обе стороны — Сомалиленд и Сомали — рассмотреть компромиссный способ разрешения разногласий: «мы обеспокоены срывом в августе второго раунда переговоров между делегациями Сомали и самопровозглашенного Сомалиленда. Мы призываем обе стороны рассмотреть компромиссный способ разрешения разногласий». В ходе встречи президент Сомалиленда Муса Бихи заявил, что мир и примирение между двумя странами будут достигнуты только в том случае, если Сомали и, соответственно, международное сообщество признают суверенитет и независимость его страны. Это был первый случай, когда Россия приняла непосредственное участие в сомалийско-сомалилендском споре.
28 января 2020 года газета New York Times процитировала анонимных чиновников Пентагона, которые утверждали, что Россия заинтересована в строительстве военной базы в сомалийском порту Бербера. Эта база позволила бы России создать сферу влияния рядом с китайской и американской базами в Джибути. Однако эти предположения были опровергнуты — 7 февраля посол Голованов заявил: «Россия не рассматривает порт Бербера для размещения военной базы. Переговоры по этому вопросу не ведутся».
В 2021 году представители Министерства обороны США вновь заявили, что российские чиновники «положили глаз» на порт в Бербере, который также является стратегическим выходом на Красное море. Ранее Сомалиленд согласился на строительство ОАЭ порта в этом месте, но соглашение сорвалось. Сомалиленд выразил готовность принять у себя иностранные порты.
В марте 2022 года Сомалиленд занял нейтральную позицию в русско-украинском конфликте и призвал правительства России и Украины прекратить боевые действия. Президент Сомалиленда подчеркнул, что война между Украиной и Россией может иметь серьезные глобальные последствия. Сомалилендским студентам, которые оказались в Украине, было настоятельно рекомендовано связаться с департаментом диаспоры министерства и миссией страны в Финляндии. В целом вторжение России на Украину негативно сказалось на экономике Сомалиленда, поскольку 90% зерна Сомалиленда поступает из России и Украины, который из-за войны значительно сократился. Вкупе с долгой засухой это создаёт потенциальную ситуацию голода.

### Комментарии
1. ↑  

This list includes China (Republic of), Egypt, Ethiopia, France, Ghana, Israel, Libya, Union of the Soviet Socialist Republics, United Kingdom, and the United States[1].